# Lowlands 2004
Lowlands 2004 werd in 2004 gehouden van 20 tot 22 augustus in Biddinghuizen. Het was de 12e editie van Lowlands. Er was 1 podium minder dan het jaar daarvoor (de Dommelsch-tent). Er waren ongeveer 52.000 bezoekers.

## Optredens
| - Ali B - Alter Ego - Amparanoia - Arrested Development - Archive - Auf der Maur - B.A.S.S. - The Bays - Blanche - The Bloodhound Gang - Chemical Brothers - Chris Liebing - Colour Of Fire - Danko Jones - The Darkness - Delays - dEUS - The Dillinger Escape Plan - The Distillers - Dizzee Rascal - DJ Aardvärck - DJ Chaos - DJ Dab - DJ Ivoryman - Dj Joost van Bellen - DJ Krush - DJ Leroy - DJ Marky - DJ Sandstorm - DJ St. Paul - DJ Tom Trago - Don Diablo - Dropkick Murphys - Eclectic Method - El Gran Silencio - Electric Barbarian | - Electro Côco - Eleven - Epica - Everlast - Extince - Faithless - Felix da Housecat - Flogging Molly - Franz Ferdinand - Freestylers - Gem - Goldfinger - Graham Coxon - Groove Armada - De Heideroosjes - The Hives - I Am Kloot - Dolf Jansen - Jeff Mills - KC the Funkaholic - Keane - L-Dopa - LCD Soundsystem - Lejo - Magnus - Mala Vita - Maskesmachine - MC Stamina - Nellie McKay - Mintzkov Luna - Miss Kittin - Mylo - N.E.R.D. - Nevada Drive - Nile - Novastar - Oceansize | - Off The Record - The Offspring - Oil - Earl Okin - Op sterk water - Open Thought - Opgezwolle - Otto Orgel - Papa Roach - Radio 4 - Ralph Myerz and The Jack Herren Band - Razorlight - Reboot - Gabriel Rios - Rude Rich and the High Notes - Scissor Sisters - The Sheer - Solo - Soulwax - Spektrum - Stijn - The Streets - Teddybears Sthlm - Textures - Thee J Johanz - Tokyo Ska Paradise Orchestra - VanKatoen - Velvet Revolver - Villalobos, Ricardo - Wawadadakwa - The White Stripes - Within Temptation - The Zutons |

1967 · 1968 · 1993 · 1994 · 1995 · 1996 · 1997 · 1998 · 1999 · 2000 · 2001 · 2002 · 2003 · 2004 · 2005 · 2006 · 2007 · 2008 · 2009 · 2010 · 2011 · 2012 · 2013 · 2014 · 2015 · 2016 · 2017 · 2018 · 2019 · 2020 · 2021 · 2022 · 2023 · 2024